# Royal Engineers AFC

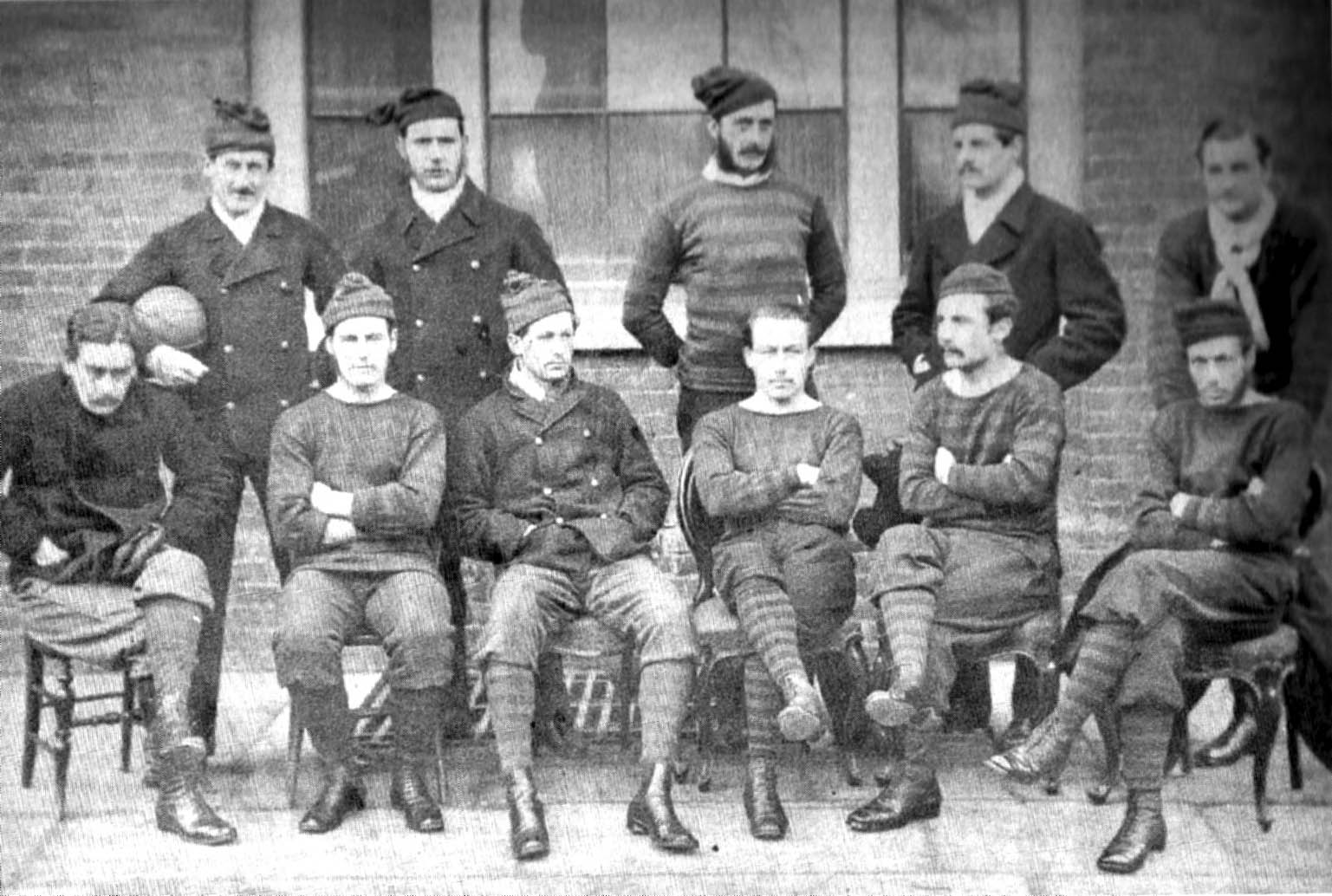
Die Royal Engineers im Jahr 1872

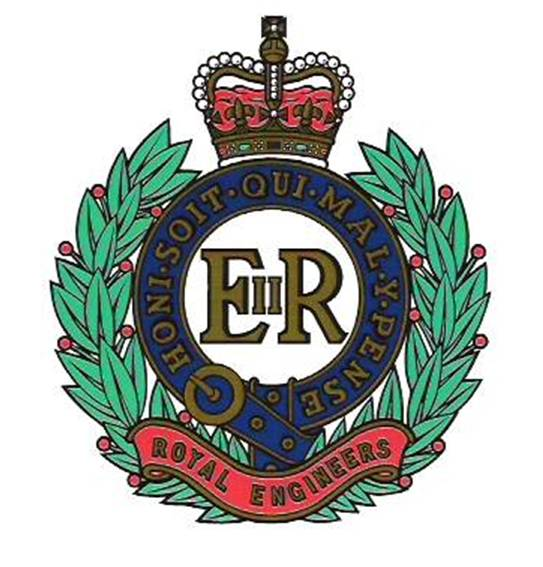
Das Logo des Engineers AFC

Der Fußballverein der Royal Engineers (offiziell: Royal Engineers Association Football Club) ist ein im Jahr 1863 von Major Marindin gegründeter englischer Fußballklub. Die Armeesportgruppe der Royal Engineers – auch bekannt als „The Sappers“ – hatte in den 1870er-Jahren ihre erfolgreichste Zeit und gewann 1875 den FA Cup.
Der Verein trat 1869 dem sechs Jahre zuvor gegründeten Fußballverband Football Association („FA“) bei. Vier Jahre später waren die Royal Engineers eine der ersten Mannschaften, die eine Tournee durch das Land starteten und in Nottingham, Derby und Sheffield zu sehen waren. Beim zur Saison 1871/72 ins Leben gerufenen FA Cup, dem ältesten nationalen Fußballwettbewerb der Sportgeschichte, erreichten die Royal Engineers auf Anhieb das Endspiel und verloren dort mit 0:1 gegen den Wanderers FC. Nachdem zwei Jahre später eine weitere Finalniederlage folgte (0:2 gegen die Universität Oxford), war bereits im anschließenden Jahr der dritte Anlauf erfolgreich.
Die Mannschaft, die 1875 den FA Cup gewann, wurde wie folgt aufgestellt:
| Major W. Merriman                                                                                                   |
| Lieutenant G. H. Sim                                                                                                |
| Lieutenant G. Onslow, Lieutenant R. M. Ruck                                                                         |
| Lieutenant C. Wingfield-Strafford, Lieutenant A. Mein, Lieutenant Pelham Grenville von Donop, Lieutenant C. K. Wood |
| Lieutenant Henry Renny-Tailyour, Lieutenant H. Rawson, Lieutenant R. H. Stafford                                    |

Die erste Partie endete gegen die Old Etonians zunächst mit einem 1:1 (das Tor für die Royal Engineers erzielte Renny-Tailyour), bevor dann Tore von Renny-Tailyour und Stafford das Wiederholungsspiel mit 2:0 für die Sappers entschieden.
Die Mannschaft, die 1878 ein weites Mal im Endspiel stehen sollte (und dort mit 1:3 dem Wanderers FC unterlag), galt als das erste Team, das anstelle der Konzentration auf die individuellen Dribbling-Fähigkeiten ein Kombinationsspiel („Combination Game“) entwickelte, das nach Ansicht von Sir Frederick Wall, zwischen 1895 und 1934 Sekretär der FA, auch dort seinen Ursprung fand.
Die Engineers waren bis zum Ende der 1880er-Jahre den aufkommenden professionellen Mannschaften aus der Football League ebenbürtig und galten als eine der letzten Bastionen der mit Amateurspielern besetzten „Gentleman-Teams“. Nach Beginn der 1890er-Jahre hat sich die Mannschaft aus dem englischen Spitzenfußball immer weiter zurückgezogen und tritt seitdem in der Regel nur noch gegen andere Armee-Auswahlteams an.